# Ochranovský seniorát
Ochranovský seniorát je seniorát Českobratrské církve evangelické (ČCE), sdružuje sbory České misijní provincie Jednoty bratrské, jež na přelomu 20. a 21. století přistoupily k ČCE.
V jeho čele stojí seniorátní výbor ve složení:
- senior: Ondřej Halama, farář sboru v Turnově
- seniorátní kurátorka: Hana Friede
- náměstek seniora: Eva Šormová, farářka sboru v Praze
- náměstek kurátora: Jana Nejmanová

Vzhledem ke způsobu, jakým vznikl, nepokrývá působnost jeho sborů – na rozdíl od ostatních 13 seniorátů ČCE – jedno souvislé území. Seniorát je tvořen osmi sbory a má 517 členů.

## Sbory
Ochranovský seniorát při ČCE tvoří v současnosti tyto sbory:
- Jablonec nad Nisou
- Potštejn
- Praha
- Rovensko pod Troskami
- Tanvald
- Turnov
- Ujkovice
- Železný Brod